# Phaonia graciloides
Phaonia graciloides este o specie de muște din genul Phaonia, familia Muscidae, descrisă de Ma și Wang în anul 1985. Conform Catalogue of Life specia Phaonia graciloides nu are subspecii cunoscute.